# Potassic-arfvedsonite
La potassic-arfvedsonite (simbolo IMA: Parf) è un raro minerale del supergruppo dell'anfibolo, all'interno del quale viene collocato nel "gruppo degli anfiboli con W(OH,F,Cl)-dominante" e da lì al sottogruppo degli anfiboli di sodio dove occupa un posto nel "gruppo contenente la radice arfvedsonite nel nome"; essendo un anfibolo, appartiene agli inosilicati e pertanto alla famiglia minerale dei "silicati", e possiede composizione chimica KNa2(Fe2+4Fe3+)Si8O22(OH)2.
La potassic-arfvedsonite è definita con:
- catione potassio dominante in posizione A
- catione ferro ferroso Fe2+ dominante in posizione C2+
- catione ferro ferrico Fe3+ dominante in posizione C3+
- anione idrossile OH dominante in posizione W.

## Etimologia e storia
La potassic-arfvedsonite è stata individuata in campioni provenienti da Ilímaussaq, Lovozero e Khibiny raccolti nel 2003 e approvata dall'Associazione Mineralogica Internazionale(IMA) il 3 novembre 2003 con il nome di potassicarfvedsonite in base alle regole della nomenclatura degli anfiboli di allora. Il nome è stato poi cambiato in potassic-arfvedsonite in seguito alla revisione della nomenclatura del 2012.
In realtà il minerale era già conosciuto fin dal 1956 ma non era stata richiesta l'approvazione formale all'apposito comitato dell'IMA.
La potassic-arfvedsonite è l'analogo dell'arfvedsonite rispetto alla quale è presente una quantità di potassio superiore a quella di sodio nel sito A.

## Classificazione
La classica nona edizione della sistematica dei minerali di Strunz, aggiornata dall'Associazione Mineralogica Internazionale fino al 2009, elenca la potassic-arfvedsonite con il nome potassicarfvedsonite e la colloca nella classe "9. Silicati (germanati)" e da lì nella sottoclasse "9.D Inosilicati"; questa viene ulteriormente suddivisa in base alla struttura cristallina del minerale, in modo tale da trovare la potassic-arfvedsonite nella sezione "9.DE Inosilicati con catene doppie di periodo 2, Si4O11; clinoanfiboli" dove forma il sistema nº 9.DE.25.
Anche l'edizione successiva, proseguita dal database "mindat.org", mantiene invariata tale classificazione.
Nella Sistematica dei lapis (Lapis-Systematik) di Stefan Weiß la potassic-arfvedsonite si trova nella classe dei "silicati" e nella sottoclasse degli "inosilicati"; qui il minerale si trova nella sezione di quelli che hanno struttura "[Si4O11] a due bande 6-; gruppo degli anfiboli; anfiboli alcalini" dove forma il sistema nº VIII/F.08.
Anche la classificazione dei minerali secondo Dana, usata principalmente nel mondo anglosassone, elenca la potassic-arfvedsonite nella famiglia dei silicati; qui è nella classe degli "inosilicati: catene doppie non ramificate, W=2" e nella sottoclasse degli "inosilicati: catene doppie non ramificate, configurazione anfibolo W=2" dove forma il "gruppo 4, anfiboli di sodio" con il numero di sistema 66.01.03c.

## Abito cristallino
La potassic-arfvedsonite cristallizza nel sistema monoclino nel gruppo spaziale C2/m (gruppo nº 12) con i parametri di cella a = 10,002(2) Å, b = 18,054(3) Å, c = 5,319(1) Å e β = 103,90(3)°, oltre ad avere 2 unità di formula per cella unitaria.

## Origine e giacitura
La potassic-arfvedsonite si trova nella pegmatite alcalina della quale costituisce fino al 30-50% associata ad analcime, egirina, epistolite, eudialite, fluorapatite, lamprofillite, lomonosovite, manaksite, microclino, nefelina, natrosilite, rinkite, sérandite, sfalerite, steenstrupina-(Ce), titanite, ussingite, villiaumite e vuonnemite.
Il minerale è molto raro ed è stato trovato in pochi siti sparsi per il mondo. Sono tre quelle che sono considerate le sue località tipo: la valle di pegmatite nel fiordo di Kangerluarsuk a Kujalleq (Groenlandia), la pegmatite di "Hilairitovoye" sul monte Kukisvumchorr e la pegmatite "Palitra", entrambe nell'oblast' di Murmansk (Russia).
Altri luoghi di ritrovamento sono: il deposito di tantalio-niobio di "Katugin" nel territorio della Transbajkalia (Russia); in due siti nel distretto di Nalgonda (India); nella baia di Napoleone sull'isola di Baffin (nel Nunavut) e nel Labrador (entrambe in Canada).

## Forma in cui si presenta in natura
La potassic-arfvedsonite si trova sotto forma di cristalli prismatici ben formati con forme {110} e {010} di dimensione fino a 15 × 0.8 cm e in aggregati di cristalli a volte divergenti e incurvati o massivi. Il minerale è da trasparente a traslucido con lucentezza vitrea; il colore è nero o blu-verde scuro, mentre quello del suo striscio è azzurro pallido.

## Proprietà ottiche
La potassic-arfvedsonite mostra un forte pleocroismo con colori che vanno dal blu-verde scuro lungo {\displaystyle x}, al grigio-verde lungo {\displaystyle y} fino al verde-grigio pallido o verde-marrone pallido lungo {\displaystyle z}.